# Кікбоксер: Помста
«Кікбоксер: Помста» також відомий українською як «Кікбоксер: Відплата» (англ. Kickboxer: Vengeance) — американський художній фільм у жанрі бойових мистецтв 2016 року. Фільм є перезапуском однойменного фільму 1989 року. Режисером виступив Джон Стоквелл.
Фільм вийшов в американський прокат вересень 2016 року. Фільм не виходив у прокат в Україні.

## Сюжет
Після смерті свого брата від рук безжального чемпіона муай тай Тонга По молодий боєць Курт Слоун вирушає до його колишнього наставника з метою вдосконалити навички і помститися вбивці.

## У ролях
У головних ролях зіграли Ален Муссі, Жан-Клод Ван Дам, Дейв Батіста, Джина Карано, Жорж Сен-П'єр та Деррен Шахлаві..
| Актёр             | Роль          |
| ----------------- | ------------- |
| Ален Муссі        | Курт Слоун    |
| Жан-Клод Ван Дам  | майстер Дюран |
| Дейв Батиста      | Тонг По       |
| Джина Карано      | Марсія        |
| Жорж Сен-П'єр     | Каві          |
| Деррен Шахлаві    | Ерік Слоун    |
| Сара Малакул Лейн | Лью           |
| Меттью Зіфф       | Бронко        |
| Ті Джей Сторм     | Сторм         |
| Тайрон Вудлі      |               |
| Луїс Да Сілва     | Стал          |
| Люк Хоукс         | боєць         |
| Джозеф Валтелліні | боєць         |
| Джо Шиллінг       | боєць         |

## Виробництво

### Кастинг
За даними іноземних ЗМІ, боксер Майк Тайсон приєднався до акторського складу фільму «Кікбоксер 2» / Kickboxer: Retaliation, котрий стане сиквелом перезапуску однойменного бойовика із Жаном-Клодом Ван Дамом. Як повідомляється, Тайсон зіграє злочинця, що вплутався у кримінальні розбірки. Знімання стрічки вже стартувало в Каліфорнії та Неваді, після чого група вирушить до Таїланду для дознімання. Реліз фільму відбудеться наприкінці 2016 року або на початку 2017-го.
- Роль наставника Курта Слоуна спочатку була закріплена за Тоні Джаа, котрий планував зіграти Зіана Чау з оригінальної стрічки, але зрештою був вимушений покинути проєкт через нестиковки знімальних графіків[13].
- Спочатку на роль брата Курта Слоуна, Еріка, був запрошений Скотт Едкінс, проте актор відмовився від запрошення через малу кількість сцен із участю його персонажа[14].

### Фільмування
Знімання проходило з 24 листопада по 21 грудня 2014 року в Новому Орлеані, у січні 2015 року в Лос-Анджелесі й у червні в Бангкоку.